# Joō no kyōshitsu
Joō no kyōshitsu (女王の教室? lett. "L'aula della regina") è una serie televisiva giapponese (dorama) stagionale estiva prodotta e mandato in onda da Nippon Television in 11 puntate dal 2 luglio al 17 settembre 2005; è stato poi seguito da due special con, in parte, nuovi attori, trasmessi il 17 e il 18 marzo 2006 e intitolati rispettivamente Datenshi (堕天使? lett. "L'angelo caduto") e Akuma kōrin (悪魔降臨? lett. "L'arrivo del diavolo"). Nel 2013 ne è stato fatto un rifacimento coreano.

## Trama
Maya è un insegnante di scuola media, vestita costantemente di nero viene soprannominata "la donna dell'inferno". La storia racconta un anno all'interno della sua classe, seguendo i particolarissimi metodi educativi da lei impartiti ai ragazzi.

## Protagonisti

### Personaggi principali
- Yūki Amami - Maya Akutsu (37 anni)
- Mirai Shida - Kazumi Kanda (12 anni)
- Mayuko Fukuda - Hikaru Shindō
- Naruki Matsukawa - Yusuke Manabe
- Michiko Hada - Shoko Kanda (37 anni)
- Sachie Hara - Shiori Tendō (25 anni)
- Toshinori Omi - Takeshi Kanda (39 anni)
- Kaho - Yu Kanda (15 anni)
- Kazuaki Hankai - vicepreside Ueno (45 anni)
- Shigeru Izumiya - preside Kondo (55 anni)
- Takashi Naitō - Heizaburō Namiki (44 anni)
- Anzu Nagai - Hisako Baba
- Sairi Itō - Momo Tanaka

### Altri
- Fukumi Kuroda - Yoshie Satō (40 anni)
- Kaoru Okunuki - Reiko Shindō (35 anni)
- Eisuke Sasai - Yasushi Manabe (54 anni)
- Wakana Sakai - Mayumi Manabe (29 anni) (episodio 11)
- Toshie Negishi -  Yuriko Saigō

### Personaggi degli special
- Yoshizumi Ishihara - Ueda (40 anni)
- Sei Hiraizumi - Kiichi Tendō (54 anni)
- Katsuhisa Namase - Yasuhiko Tomizuka (30 anni) (special 1)
- Akashi Takei - Sho Tomizuka (5 anni) (special 1)
- Tokuma Nishioka - Shinichi Akutsu (58 anni) (special 1)
- Kyōko Enami - Miyako Akutsu (53 anni) (special 1)
- Kaho Gotō - Ai Ikeuchi (12 anni) (special 1)
- Erika Toda - Ai Ikeuchi (17 anni) (special 1)
- Rieko Miura - Mieko Ikeuchi (35 anni) (special 1)
- Akio Kaneda - vicepreside Kiritani (50 anni) (special 1)
- Tarō Suwa - preside Matsudaira (56 anni) (special 1)
- Shōgo Shimizu - vicepreside Hirano (50 anni) (special 2)
- Hiroto Ito - Tsubasa Satonaka (12 anni) (special 2)
- Naoyuki Morita -  Eiji Miyauchi (13 anni) (special 2)
- Naomi Nishida - Noriko Miyauchi (35 anni) (special 2)
- Ken'ichi Yajima - Masaomi Miyauchi (40 anni) (special 2)